# サンタンデール銀行
| 旧サンタンデール銀行以来の歴史を持つサンタンデールのオフィス |  | マラガのサンタンデール銀行店舗 |
| 旧サンタンデール銀行以来の歴史を持つサンタンデールのオフィス |  | マラガのサンタンデール銀行店舗 |

サンタンデール銀行（サンタンデールぎんこう、西: Banco Santander S.A.）は、スペイン・マドリードに本拠を置く商業銀行グループである。同国最大手の銀行グループであると共に、ラテンアメリカ地域全般、アメリカ合衆国北東部、ポーランドなどで店舗を展開する多国籍企業となっている。マドリード証券取引所、ニューヨーク証券取引所、ロンドン証券取引所、メキシコ証券取引所、ワルシャワ証券取引所に株式を上場している（BMAD: SAN、NYSE: SAN、LSE: SAN、WSE: SAN）。

## 沿革
現在のサンタンデール銀行は、1991年にセントラル銀行（Banco Central、BC）とスペインアメリカ銀行（Banco Hispanoamericano）の合併によって誕生したセントラル・イスパノ銀行（Banco Central Hispano、BCH）と、旧サンタンデール銀行（Banco Santander）が1999年に合併して誕生した。この新合併銀行の名称はサンタンデール・セントラル・イスパノ銀行（Banco Santander Central Hispano、BSCH）とされたが、2007年8月に現行のサンタンデール銀行に改称した。創業を旧サンタンデール銀行の設立年である1857年としている。
スペインの同業他社と同じように、スペイン語圏の中南米などへの展開を進める一方で、ヨーロッパやアメリカ、アジアへの進出にも積極的で2001年にはロイヤル・バンク・オブ・スコットランドの株式8％を取得している。2004年にはイギリス第6位の商業銀行グループである、アービー・ナショナル銀行を買収し、ヨーロッパ最大級の金融機関に成長した。同年、マドリードに本社を移転した。
2010年には、サンタンデールグループが英住宅金融ブラッドフォード・アンド・ビングレーを吸収、受け皿となった。2017年6月、経営破綻の恐れが出ていたスペインのポピュラール・エスパニョール銀行を、1ユーロで救済合併することを発表した。

## 系列会社
日本には、駐在員事務所を置いているが、本格的な業務を行っていない。しかし、リップルウッド・ホールディングスを中心とする投資ファンド、ニューLTBCパートナーズに売却された新生銀行（旧日本長期信用銀行）の再建に参加し、現在も発行済普通株式総数の4.98%を保有する、第四位の株主である。
傘下銀行には、前述したアービー・ナショナル銀行のほかに、スペインのOpen Bank、2000年に買収したブラジルのサンパウロ州立銀行（Banespa）などがある。

## スポンサー

### F1世界選手権
グランプリ・タイトル・スポンサーを務めていた。 
- イギリスグランプリ（2007年 - 2014年）
- ドイツグランプリ（2008年 - 2014年）
- イタリアグランプリ（2008年 - 2012年）
- スペイングランプリ（2011年 - 2012年）

また、F1チームのスポンサーも務めている。
- マクラーレン（2007年 - 2014年）[4]
- フェラーリ（2010年 - 2017年、2022年 - 2024年)
  - 2010年にスペイン人のフェルナンド・アロンソが同チームへ移籍したことに合わせてフェラーリのスポンサー活動を開始[5]。当初は2010年から5年間の契約としていたが、2012年に契約を2017年末まで延長したことを発表した[6]。ただし、2017年で契約を予定通り終了[7]。この時はF1のスポンサー活動を再び行う予定はないとコメントしていた[8]。
  - 2021年、F1のシーズン終了後となる12月22日、当銀行からフェラーリとのスポンサー契約締結を発表[9]。2022年から3年にわたってフェラーリのスポンサーを務めた。
- ウィリアムズ（2025年 -)[10]

### サッカー関連
- 南米最強クラブを決定するカップ戦、コパ・リベルタドーレスの公式スポンサーを2012年までの冠スポンサーを含め2008年から務めている。
- スペイン国内リーグ、リーガ・エスパニョーラの冠スポンサーを2016年から務めている。また2部リーグのセグンダ・ディビシオンも同年から18/19シーズンまでは当銀行のスローガンを入れた「ラ・リーガ・1|2|3（ウン・ドス・トレス）」の名称となっていた。翌19/20シーズンからは当銀行のネットバンキングサービスの名称を入れた「ラ・リーガ・スマートバンク」となる。
- 2018-19シーズンから2020-21シーズンまで、UEFAチャンピオンズリーグのオフィシャルスポンサーを務める。